# Burg Uffkirchen
Die Burg Uffkirchen ist eine abgegangene mittelalterliche Befestigungsanlage in Stuttgart-Bad Cannstatt. Über die Geschichte der Burg ist nicht mehr viel bekannt. Die Burg war eng verbunden mit dem abgegangenen Weiler Uffkirchen, an den noch der Uff-Kirchhof erinnert. Letzte Reste der Burg wurden um 1700 beseitigt.

## Lage
Der heute nicht mehr sichtbare Burgstall lag auf einem Felsen im südlichen Bereich des heutigen Kurparks, etwa 300 Meter nördlich des Uff-Kirchhofs beim heutigen Daimlerturm. Die genaue Lage ist nicht mehr feststellbar.

## Geschichte
Die Burg entstand wohl in der Zeit der Hohenstaufer und war Sitz des Cannstatter Adelsgeschlecht der Grammen, die sich auch „von Uffkirchen“ nannten. Wahrscheinlich wurde die Burg, wie die meisten Stuttgarter Befestigungen, durch König Rudolf von Habsburg im Jahre 1287 zerstört. Im Jahre 1700 war der Burgstall mit Grundmauern eines sechseckigen Gebäudes noch vorhanden, dessen Wände eine Stärke von 2–3 Metern aufwiesen. Im selben Jahr befahl Herzog Eberhard Ludwig von Württemberg die Sprengung der Ruine und des Felsens und ließ seine Diener in dem Geröll nach Fossilien suchen. Der Felsen wurde vollständig abgetragen.